# Psicologia criminal
A psicologia criminal é um ramo da psicologia jurídica que trata de analisar racionalmente e empiricamente o comportamento criminoso. Para isso podem ser usados estudos psicológicos de personalidade, da estrutura mental e de outras características que podem vir a ser psicopatológicas e suas relações com o direito penal. A psicologia criminal explora a variabilidade das condutas criminosas, variáveis preditoras, variáveis causais/funcionais e a correlação entre crimes, criminosos e as variáveis significativas envolvidas. Também estuda o desenvolvimento do criminoso do ponto de vista psicodinâmico, social e sistêmico.

## Ramos da Psicologia Criminal
1. Psicologia do Delito;
2. Psicologia do Delinquente;
e
3. Psicologia do Testemunho.

## Áreas de estudo
Uma de suas áreas de estudo são sobre desejos, pensamentos, intenções e reacções dos criminosos. Ela está relacionada com a área da antropologia criminal. O estudo penetra profundamente na pergunta "o quê faz alguém cometer um crime", mas também nas reacções pós-crime, na fuga ou no tribunal. Esta ciência tem relações com a produção da Psicologia Comportamental, em especial a produção que traça perfis de ambiente típicos de criminosos. Psicólogos criminalistas são frequentemente chamados como testemunhas em processos judiciais para ajudar o júri a compreender a mente do criminoso. Alguns tipos de psiquiatria também lidam com os aspectos do comportamento criminoso.

### Estudo de expressões faciais
Freitas-Magalhães, director do Laboratório de Expressão Facial da Emoção (FEELab/UFP), em Portugal, é o autor do projecto científico pioneiro "ForensicPsy" no âmbito da Psicologia Forense e que consiste na avaliação e medição da expressão facial da emoção dos delinquentes para efeitos da investigação criminal e dos processos judiciais.

## História
Os profissionais das prisões seguiram teorias conservadoras que se relacionavam com o crime, prisões e criminosos. Foucault foi quem criou a base da criminologia crítica. Além de seus estudos, ocorreram situações que contribuíram para a análise do crime que foram: a cultura dos direitos humanos e a reforma penal internacional. Tais institutos e acções formam profissionais engajados com leituras desnaturalizadoras e críticas.
As prisões e demais formas punitivas variam de acordo com o modelo político vigente. Isso pode ser demonstrado através do estudo das prisões através da história. No início, as prisões guardavam os criminosos até o julgamento, ou para tornar possível a aplicação de outras penas, como a de trabalho forçado. Hoje, além de conter as classes perigosas (por sua pobreza e marginalidade), as prisões  servem para o controle da mão-de-obra pouco qualificada. Foucault e Castel acreditavam que as formas de punir estão directamente ligadas ao controle das classes trabalhadoras.
A pena privativa da liberdade respondeu, desde o início, para manter o sistema capitalista incólume. Em períodos de mão de obra faltante, os prisioneiros eram obrigados ao trabalho. Quando o exército de reserva aumentava, o trabalho nas prisões serviam apenas para a criação de subjectividade operária. Por fim, a partir do momento que a tecnologia começou a substituir o trabalho do homem, o trabalho penal começou a declinar até desaparecer.
Assim que houve o fim da ordem feudal, as cidades começaram a se encher. Criou-se bolsões de pobreza além de uma quantidade enorme de mão de obra livre. Tais pessoas eram desocupadas e não tinham residência. Para elas foi criado duas alternativas. Uma delas era a assistência: apoiava aquelas pessoas pobres, porém válidas para o trabalho. E a internação/reclusão para todo o resto.
As condições de trabalho para essas pessoas eram difíceis. Porém havia leis que forçavam as pessoas a continuarem em tais empregos senão seriam punidos. Ou seja, no mercantilismo a pobreza era criminalizada. A internação e reclusão trabalhavam em prol da retirada da sociedade das massas de desviantes que não se dispunham a trabalhar. Tal prisão os corrigia através de trabalho forçado, orações e disciplina.
É nesse contexto que se criam os vocábulos : mendigos e delinquentes. Pessoas que não querem trabalhar. A realidade é que essas pessoas eram grupos de coitados levados a tal situação pela miséria e isolamento social, pela falta de trabalho digno e ausência de suporte. Tais grupos são perseguidos cada vez mais, aperfeiçoa-se os instrumentos de controle social como polícia e leis mais rígidas. Esse cenário se complicava cada vez mais com a multiplicação das riquezas e propriedades. O estado se torna administrador dos revoltosos para assegurar a segurança pública. Surge aí a justiça a serviço da burguesia.
Nesse contexto de rigidez penal, ocorre o fim dos suplícios do período feudal e aparece o conceito de infracção: ataque ao próprio Estado, à lei e à sociedade. Os delinquentes são punidos com a suspensão temporária da liberdade. Além disso, na leitura genealógica de Foucault, a delinquência se torna efeito-instrumento da prisão. Isso significa que os condenados à prisão são condenados à reincidência por vários motivos. Os motivos são: afastamento do meio social de origem, submetidos a condições desumanas de vida, ocupados em trabalho inútil, recusados no mercado de trabalho por seus antecedentes penais, condenados à vigilância e preconceito frequente da polícia. 
A criminalidade e indigência cresceram e as revoluções dos trabalhadores despontaram. A penalidade, nesse contexto, passou a ser culpa do próprio delinquente pois são julgadas as paixões, vontades e disposições dos criminosos para os actos penais. O efeito delinquência produzido , estritamente, pela prisão torna-se problema do delinquente, ao qual a prisão deve dar uma resposta adequada. Surge, também, a Medicina Mental para decidir sobre a periculosidade e responsabilidade do criminosos. Nesse contexto, iniciam-se as avaliações de psicólogos e afins para checar se o indivíduo respeita a norma e está progredindo. Se deve ser punido ou merece ser recompensado. Tais diagnósticos resultam no conhecimento individualizado do criminoso; na individualização das penas.
No fim do século XIX entra em cena a escola positivista. Essa escola foi apoiada em pressupostos deterministas e na noção de predisposição hereditária para o delito. Dessa forma, o criminoso teria características genéticas distintas dos demais, seus traços de personalidade perigosa deviam ser procurados na constituição física, no meio social e na biografia de cada delinquente. 
Tal escola não conseguiu permanecer vigorando por muito tempo, de tal sorte que a transnacionalização das políticas criminais permitiram a mudança dos factores biológicos e psicológicos como causas dos crimes para um discurso mais humanizado e aparentemente progressista. Esse modelo introduz o sistema progressivo das penas. Porém, houve heranças da escola positivista, como: Individualização das penas, exames criminológicos, conceito de periculosidade e medidas de segurança por tempo determinado.
No séc XX, com o fim das ditaduras, surgem várias reformas neoliberais e há um contingente muito maior de pessoas pobres. Nesse contexto, a nova justificativa de criminalização da pobreza é os jovens empurrados para o tráfico de drogas. Ocorre a reedição de legislações de emergência. Além disso, se defende o controle excessivo das classes perigosas, abusam-se de medidas preventivas e cautelares, há a superlotação dos manicómios judiciários de pequenos usuários e revendedores de drogas. Volta-se o discurso sobre a necessidade de se buscar ligação entre conduta criminosa e as constituições psíquicas ou neurológicas; o retorno dos discursos de periculosidade e contrários à reforma psíquica.
Nesse contexto, a política criminal preocupa-se em isolar e gerir ao invés de reformar. No Brasil, houve muita influência do positivismo para a construção de institutos de legislação penal. No código Penal de 1940 temos princípios como o da Individualização das Penas, Sistema do duplo binário, além do critério de periculosidade para aplicação da punição. Para que um preso fosse posto em condicional, era necessário demonstração, através de exame pericial feito por bons profissionais, da cessação da periculosidade.
É com a Lei de Execução Penal de 1984 que se estabelecem, finalmente, pequenas garantias ao preso e condenado no cumprimento de suas penas. Nesse contexto, a privação de liberdade só era realizada em casos de necessidade. Surge a Comissão Técnica de Classificação(composta por psiquiatra, psicólogo, assistente social, entre outros) que executa os exames criminológicos hoje acusados pelos psicólogos. Os exames criminológicos avaliam as condições do preso com direito a livramento condicional ou progressão de regime.
Em 2003, com a Lei 10.792 aumenta-se o poder discricionário dos directores prisionais, tornando legal um regime disciplinar inquestionavelmente cruel e reduzindo consideravelmente o papel das CTCs. Tal lei foi boa pois resolveu os problemas de morosidade nos trâmites judiciários para obtenção de condicionais e progressão de regime, além de "condenar" tais CTCs por seus exames periculosos. Por outro lado, reduziu ainda mais o papel dos psicólogos nas prisões. Entre seus dispositivos cruéis, a Lei 10.792 introduziu o Regime Disciplinar Diferenciado que incluiu às punições já existentes o isolamento em cela individual.
Nossas prisões são muito diferentes do que estabelece a Lei de Execução Penal. Elas são depósitos, mais ou menos caótico, cuja finalidade é a exclusão e o castigo. Se, como foi dito acima, os formuladores da Lei de Execução Penal pretenderam algum dia restringir a pena privativa de liberdade nos casos de verdadeira necessidade e reconhecerem os efeitos deletérios das prisões, não foi essa a tendência que se firmou nas décadas que se seguiram. Começam-se a circular os discursos sobre o medo da violência e do crime que viriam a alimentar as campanhas pela lei e pela ordem, aumentando muito os índices de encarceramento.
Nesse contexto caótico, os psicólogos deveriam actuar nas prisões como um apoio dos presos. O que não acontece pois eles são superlotados em meio a laudos, relatórios e pareceres.Inclusive, a Lei mais humana que é a de Execução Penal não prevê assistência psicológica aos reclusos. Nos actuais exames criminológicos(realizados por peritos da área psicológica), segue-se critérios que buscam no preso em si as condições que fazem presumir que ele não voltará a delinquir. Porém, não se considera os processos de criminalização e selectividade das leis, polícia e sistema judiciário. Tampouco são examinadas as razões externas ao preso que podem determinar sua reincidência.
Por serem desprovidos de critérios objectivos e científicos, os Exames Criminológicos e avaliações do CTC devem ser abolidos. Dessa maneira, os técnicos psicológicos poderia realizar as tarefas que lhe são conferidas pelo Plano Nacional de Saúde no Sistema Penitenciário. Além disso, a alteração legal não aniquilaria o processo de individualização da pena, apenas restringiria-o ao exame do bom comportamento carcerário, que mais se coaduna ao modelo garantista da Constituição Federal e não fere o princípio da inviolabilidade à intimidade do preso.
Ocorreu ,em 2005 e 2008, encontros de psicólogos para discutir as atribuições que lhe foram conferidas pela Lei de Execução Penal. As principais diretrizes construídas por eles foram: Pretende-se abolir os exames criminológicos; Os psicólogos devem questionar conceitos como periculosidade e irresponsabilidade penal; Os psicólogos devem se pautar pelo Código de Ética Profissional e seu papel institucional.
Após a Segunda Guerra Mundial o psicólogo britânico Lionel Haward, foi um dos pioneiros ao trabalhar para a Royal Air Force elaborando uma lista de características que os criminosos de guerra nazistas podiam exibir.
Nos anos 50 o FBI abriu na sua academia uma unidade de análise comportamental em Quantico, Virginia. Posteriormente foi criado o Centro Nacional de Análise de Crimes Violentos com o objetivo de formar um sistema que para encontrar ligações entre os principais crimes sem solução americanos.
Nos anos 80, no Reino Unido, o Professor David Canter foi um pioneiro guiando detectives da polícia procurando abordar o assunto com um ponto de vista mais científico vendo limitações na definição de perfis criminosos. Cunhou com um colega o termo psicologia investigativa.
A Psicologia Criminal, busca ainda contributo de Pensadores como: Foucault, Lombroso, Carrara, Bentham, Ferri e outros para seu maior fortalecimento.

## Variáveis identificadas
Estudos indicam que opressão e coerção tendem a produzir mais crimes, mais comportamentos violentos e punitivos. Sendo assim, quanto mais frequente a violência sofrida por alguém, maior a probabilidade de repetir essa violência posteriormente.
Alguns transtornos psicológicos estão fortemente associados a crimes, principalmente o transtorno de personalidade antissocial (também conhecido como psicopatia, sociopatia e transtorno dissocial), transtorno de conduta e transtorno desafiador de oposição. Outros menos associados são a Esquizofrenia especialmente a paranóide, Transtorno de personalidade emocionalmente instável, transtorno de personalidade esquizóide, transtorno de personalidade esquizotípica, entre outros.